# Fufu

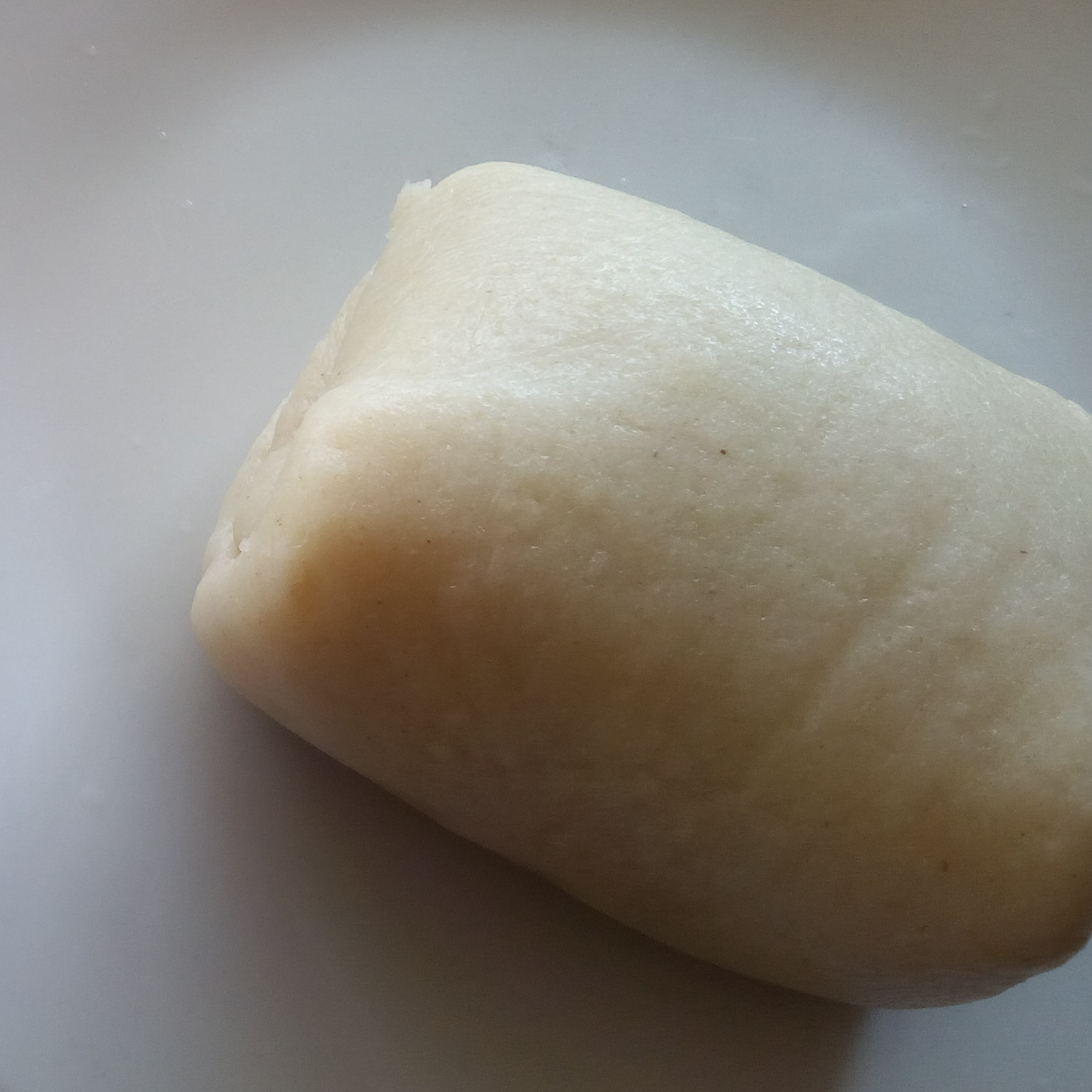
Fufu

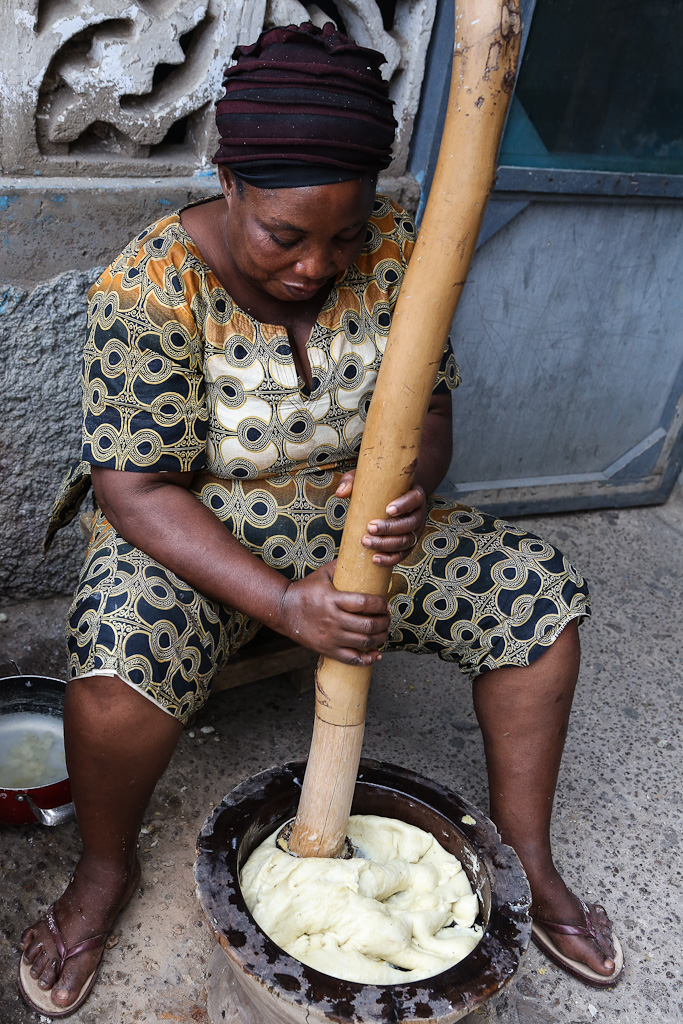
Machacado del fufu

El fufu (variantes del nombre incluyen foofoo, foufou, foutou) se trata de una preparación culinaria cuyo origen se encuentra en la cocina ghanesa (de la etnia ashanti), en la que se considera un alimento básico. El fufu se ha extendido por las cocinas de África central y occidental. El alimento es elaborado con una mezcla de tubérculos con alto contenido de almidón como suele ser el ñame y la casava (mandioca); y en Nigeria, el fufu (conocido como akpu) se elabora únicamente con yuca fermentada, lo que le da características únicas en comparación con las otras preparaciones que se encuentra en otros países de África occidental. Los tubérculos, tras haber sido cocidos convenientemente, se suelen moler en un mortero de madera; lo que le da una textura característica. En la actualidad, este producto se puede encontrar en los supermercados en forma de polvo ya preparado para cocinar añadiéndole agua caliente.

## Orígenes
El fufu es originario de Ghana y procede de la etnia asante. Los inmigrantes procedentes de Nigeria, Togo y Costa de Marfil lo descubrieron como alimento y lo modificaron convenientemente. El término 'fufuo' posee dos significados, por una parte el color que posee el alimento al ser cocinado (blanco) y por otra la forma en que es elaborado que se denomina fu-fu (acto de molienda o majado). Este majado se suele hacer con dos personas, mientras uno prepara, otro sujeta el recipiente.

## Variantes
El preparado ha ido sufriendo diversas variantes a medida que se fue extendiendo a lo largo del continente Africano. Algunos platos son muy similares, un caso es el ugali subsahariano elaborado con diversas harinas. Debido a las migraciones forzosas de esclavos a América las cocinas caribeñas poseen platos que recuerdan al fufu, este es el caso del mofongo. En Cuba cuando se habla del fufú (palabra aguda) se está refiriendo a un plato preparado de idéntica manera que el mofongo puertorriqueño a base de plátano majado. En República Dominicana se conoce por el nombre popular Mangú, en Venezuela con el nombre original fufu en el estado Miranda.  

### África Occidental
En África Occidental suele elaborarse con las raíces del ñame y como añadidura suele ponerse cocoyame (nkontomire) y maíz.  Es frecuente encontrar estos ingredientes ya molidos en las tiendas, de tal forma que resulta más fácil elaborarse. En Ghana es servido habitualmente acompañado de una sopa de tomate, de nueces, o acompañada de tomates secos y servido con una salsa picante. En el norte de Ghana y en Nigeria se suele dejar reposar un par de días (generalmente entre 3 a 4 días) hasta que fermenta, lo cual le da al fufu un agradable sabor ácido.

### África Central
En África Central se suele emplear raíces molidas, pero es más frecuente añadir semolina de maíz, e incluso copos instantáneos de patata (puré de patata) e incluso arroz.  La forma de preparación con mortero de madera es similar a la empleada en la parte occidental de África.